# Ross McCrorie
Ross McCrorie (Dailly, Escocia, Reino Unido, 18 de marzo de 1998) es un futbolista británico que juega como delantero en el Bristol City de la English Football League Championship de Inglaterra.

## Selección nacional
Recibió su primera convocatoria para la selección absoluta de Escocia en octubre de 2020. Fue convocado nuevamente en junio de 2023 para los partidos contra Noruega y Georgia. McCrorie hizo su debut el 3 de junio de 2024 en un amistoso contra Gibraltar.

### Participaciones en Eurocopas
| Copa          | Sede     | Resultado    | Partidos | Goles |
| ------------- | -------- | ------------ | -------- | ----- |
| Eurocopa 2024 | Alemania | Primera fase | 0        | 0     |